# Jargalan, Govi-Altai
Jargalan (tiếng Mông Cổ: Жаргалан) là một sum của tỉnh Govi-Altai ở miền tây Mông Cổ. Vào năm 2009, dân số của sum là 1.904 người.

## Địa lý
Sum có diện tích khoảng 3.683 km2. Trung tâm sum, Buyanbat, nằm cách tỉnh lỵ Altai 80 km và thủ đô Ulaanbaatar 1.130 km.

### Khí hậu
Jargalan có khí hậu bán khô hạn. Nhiệt độ trung bình hàng năm trong khu vực là 3 °C. Tháng ấm nhất là tháng 7, khi nhiệt độ trung bình là 24 °C và lạnh nhất là tháng 1, với −24 °C. Lượng mưa trung bình hàng năm là 206 mm. Tháng ẩm ướt nhất là tháng 6, với lượng mưa trung bình là 37 mm, và khô nhất là tháng 1, với 2 mm.

## Kinh tế
Sum có một trường học, bệnh viện, trung tâm thương mại và nhà văn hóa.